# Ana Santos
Ana Santos (ur. 26 maja 1989 w Aguas Santas) – portugalska wioślarka.

## Osiągnięcia
- Mistrzostwa Świata U-23 – Glasgow 2007 – dwójka podwójna wagi lekkiej – 17. miejsce[1].
- Mistrzostwa Europy – Poznań 2007 – dwójka podwójna wagi lekkiej – 7. miejsce[1].